# Fonologia del castellà
La fonètica del castellà comprèn la descripció dels fonemes del castellà i les normes de pronúncia. En aquest article s'usen els símbols de l'AFI per a la transcripció fonètica.

## Fonemes
No tot so d'una llengua és un fonema. En espanyol, per la seva extensió geogràfica, hi ha multitud de sons i variants que no es consideren fonemes perquè no formen un parell mínim, és a dir, no ajuden a distingir dues paraules sinó que responen únicament a preferències individuals o a característiques del dialecte de cada zona. Així, l'inventari de fonemes és finit.

### Vocals
Hi ha cinc vocals amb valor fonemàtic: [a], [e], [i], [o], [u], que poden aparèixer en posició àtona o tònica. La combinació entre elles pot donar lloc a diftongs sempre que es pronunciïn en una mateixa síl·laba una vocal feble (i,u) i una forta o bé dues febles, independentment de l'ordre dels dos sons. Si es vol indicar que malgrat estar juntes les vocals no formen diftong, es col·loca un accent gràfic sobre la vocal feble en l'escriptura (a l'oral es detecta per la pronunciació). Si apareixen tres vocals juntes, s'anomena triftong.
En una pronúncia poc cuida o a alta velocitat, es pot formar un diftong entre dues vocals fortes, de manera que una d'elles adquireix caràcter de semivocal o bé gairebé desapareix.

### Consonants
Existeixen sis vocals oclusives amb valor de fonema: [p], [b], [t], [d], [k], [g]. De fricatives, n'hi ha quatre [f], [θ], [s] i [x]. Només una aproximant té valor fonèmic: [j]. Comprèn dues vibrants ([r] i [ɾ]) i dues laterals ([l] i [ʎ) si bé la lateral aproximant palatal sonora està perdent progressivament el seu valor. Quant a sons nasals, tres són fonemes: [m], [n] i [ɲ], aquest últim identificat amb la lletra Ñ, un signe gràfic de gran valor simbòlic per a l'idioma.
Hi ha consonants que perden el seu valor de fonema segons el context, per exemple l'oposició entre els dos sons vibrants només té sentit entre dues vocals. El conjunt de trets que romanen intactes en aquest cas d'igualació s'anomena arxifonema, en terminologia d'Emilio Alarcos.

## Síl·labes
Les síl·labes del castellà tendeixen a tenir la mateixa durada, si bé quan es tracta d'una síl·laba tònica s'allarga una mica. La síl·laba pot comptar amb un nombre limitar d'estructures possibles, que són:
- consonant + vocal
- consonant + vocal + consonant
- vocal
- consonant + consonant líquida + vocal
- vocal + consonant
- consonant + consonant líquida + vocal + consonant
- vocal + consonant + consonant
- consonant + vocal + consonant + consonant
- consonant + consonant líquida + vocal + consonant + consonant

On indica vocal, també pot aparèixer un diftong. Les consonants líquides són la L i la R. L'estructura síl·laba es divideix doncs en tres parts: un atac, format per una o dues consonants, un nucli, que sempre és vocàlic, i una coda formada per una o dues consonants més. El nucli és obligatori i els altres dos components, optatius. Els sons que precedeixen al nucli es diu que estan en posició explosiva i els que el segueixen, en posició implosiva, amb menys força de veu.
Quan una síl·laba no té coda, s'anomena síl·laba oberta i és la més freqüent en castellà. Les síl·labes es combinen per formar grups dins la tira fònica i les pauses no sempre coincideixen amb el límit de la paraula, ja que es tendeix a formar conjunts de set o vuit síl·labes.

## Entonació
L'entonació està marcada per la varietat diatòpica o regional però es poden distingir quatre tipus bàsics de patrons, que corresponen en gran manera a la modalitat oracional:
- afirmatiu: el to es manté i descendeix al final de l'enunciat
- enumeratiu: to mantingut amb una suspensió final
- interrogatiu: es pronuncien amb un to més alt que l'oració enunciativa
- exclamatiu: to general alt i descens brusc al final
- dubitatiu: elevació final